# Louisa Ghijs
Ludovica Ghijs, connue comme Louisa Ghijs, née le 19 mars 1902 à Bruxelles et morte le 18 juillet 1985  en Bavière, est une chanteuse et actrice belge.

## Biographie
Louisa Ghijs se marie en 1930 avec l'acteur néerlandais Johannes Heesters. Elle est la mère de l'actrice allemande Nicole Heesters et la grand-mère de l'actrice allemande Saskia Fischer (en).
Louisa Ghijs aurait inspiré à Willy Vandersteen le personnage de Bobette dans la série de bande dessinée Bob et Bobette.

## Filmographie
- 1934 : De Vier Mullers (en) de Rudolf Meinert

## Sources de la traduction
- (en) Cet article est partiellement ou en totalité issu de l’article de Wikipédia en anglais intitulé « Louisa Ghijs » (voir la liste des auteurs).